# Amsterdamsche Football Club Door Wilskracht Sterk
L'Amsterdamsche Football Club Door Wilskracht Sterk (meglio conosciuta come AFC DWS o anche come DWS) è una società calcistica olandese con sede ad Amsterdam.

## Storia

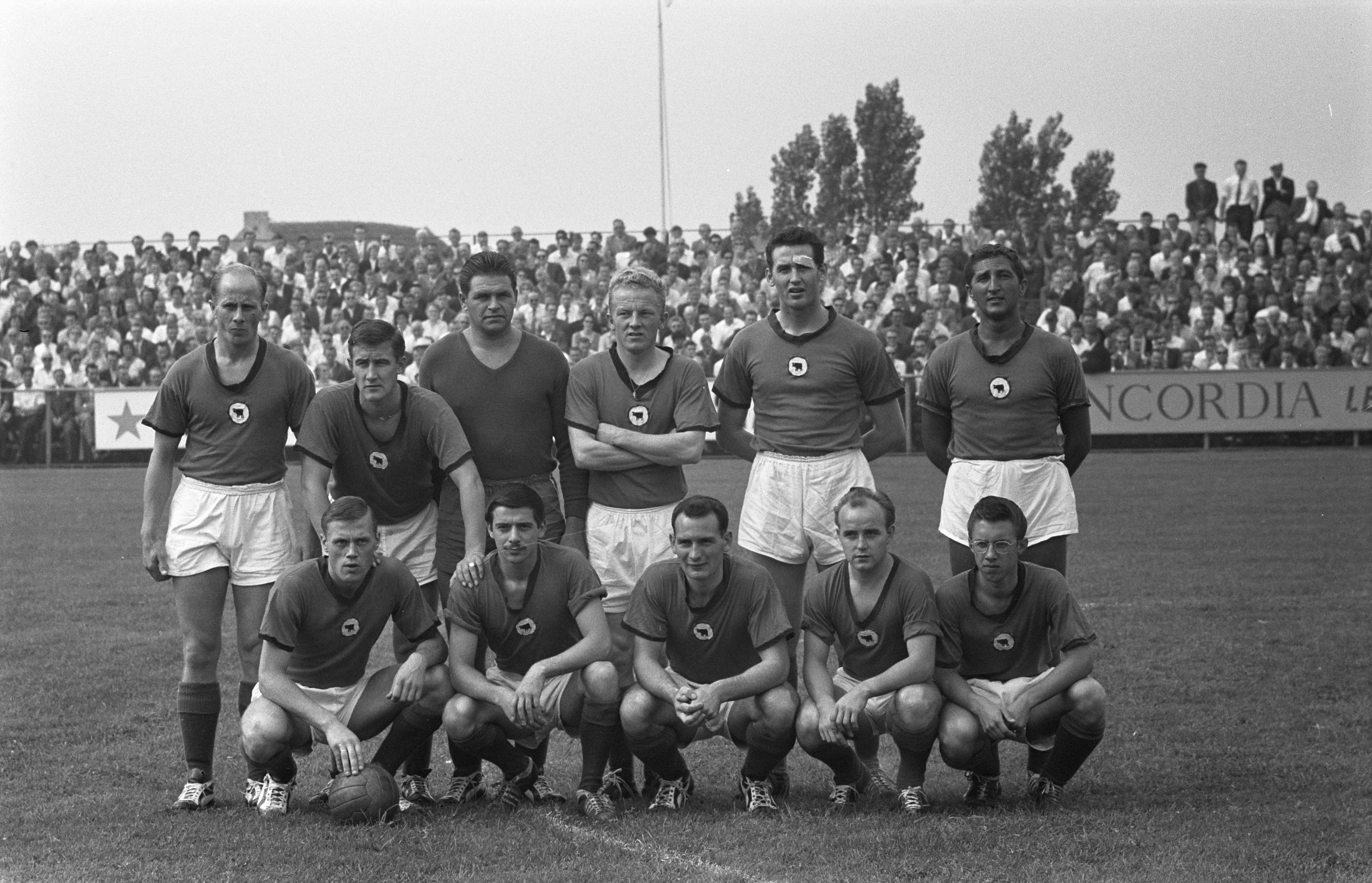
La squadra nel 1959

Il DWS è stato fondato l'11 ottobre 1907 con il nome di Fortuna. Poco dopo però il nome venne cambiato in Hercules, che è il nome latino di Ercole, un eroe leggendario noto per la sua forza. Infine nel 1909 ci fu l'ultimo cambio di nome in Door Wilskracht Sterk (in italiano: Forti per Volontà).
Il club arriva, a cavallo della seconda guerra mondiale, secondo nel campionato nazionale nel 1938-1939 e nel 1950-1951 dietro rispettivamente ad Ajax e PSV; in questo periodo ci sono in squadra tra gli altri Bertus Caldenhove, Guus Dräger, Bram Wiertz.
Nel 1956 si verifica un importante cambiamento nel calcio dei Paesi Bassi: nasce l'Eredivisie, il primo torneo a girone unico. Prima dell'inizio della stagione 1958-1959 il DWS si unisce al BVC di Amsterdam, e partecipa così per la prima volta al nuovo massimo campionato. Retrocesso al termine dell'edizione 1961-1962 vince però subito l'Eerste Divisie, e torna quindi al massimo livello. Nella successiva stagione 1963-1964 il club conquista il titolo da neopromosso; ciò desta molta impressione, tuttavia militano in questa squadra Jan Jongbloed e Rinus Israël (che nel decennio successivo saranno entrambi vice-campioni del Mondo con la Nazionale olandese), Daan Schrijvers, Dick Hollander, il capocannoniere Frans Geurtsen, Frits Flinkevleugel, Joop Burgers e Henk Wery. Partecipa poi alla Coppa dei Campioni, dalla quale elimina prima il Fenerbahçe, poi il Lyn, vincendo tutte le partite, prima di arrendersi nei quarti al Vasas.
Dopo un buon secondo posto nella stagione successiva il DWS, con in rosa anche un giovanissimo Rob Rensenbrink, finisce presto nelle posizioni di bassa classifica. Questo dura fino al 1972, quando si fonde col Blauw-Wit e col De Volewijckers per formare l'FC Amsterdam. Dato che la fusione riguardava solo la sezione professionista (e non il club nel suo complesso) il DWS ha continuato ad esistere; per le sue giovanili sono passati in seguito anche campioni del calibro di Ruud Gullit e Frank Rijkaard.

## Palmarès

### Competizioni nazionali
- Campionato olandese: 1

1963-1964
- Eerste Divisie: 1

1962-1963

### Altri piazzamenti
- Campionato olandese:

Secondo posto: 1938-1939, 1950-1951, 1964-1965
Terzo posto: 1937-1938
- Coppa dei Paesi Bassi:

Semifinalista: 1968-1969